# 柳沢保興
柳沢 保興（やなぎさわ やすおき）は、江戸時代後期の大名。郡山藩の第5代藩主。郡山藩柳沢家6代。
文化12年（1815年）6月17日、第4代藩主柳沢保泰の長男として郡山城で生まれる。文政13年（1830年）4月11日に元服し、同年12月16日に従五位下に叙任する。天保9年（1838年）、父の死去で跡を継いだ。弘化2年（1845年）12月16日に従四位下に昇進する。
嘉永元年（1848年）8月21日、江戸幸橋邸で死去した。享年34。跡を三男の保申が継いだ。